# Rosamunde
Rosamunde, tên đầy đủ là Rosamunde, Fürstin von Zypern (tiếng Việt: Rosamunde, công chúa của đảo Síp) là vở kịch của nhà báo, nhà thơ, nhà soạn kịch người Đức Helmina von Chézy. Âm nhạc của vở kịch được viết bởi Franz Schubert và phần này được nhiều người biết đến (nó gồm overture, âm nhạc cho múa ballet, romance cho soprano, nhạc cho hợp xướng,...). Điều thú vị là sau này Chézy viết lời cho các bản lied của chính Schubert. Một trong số đó là Người chăn cừu trên mỏm đá.